# Jacques Delamain
Jacques Delamain (Jarnac, 1874-Saint-Brice, Charente, 5 de febrero de 1953), fue un ornitólogo francés.

## Biografía

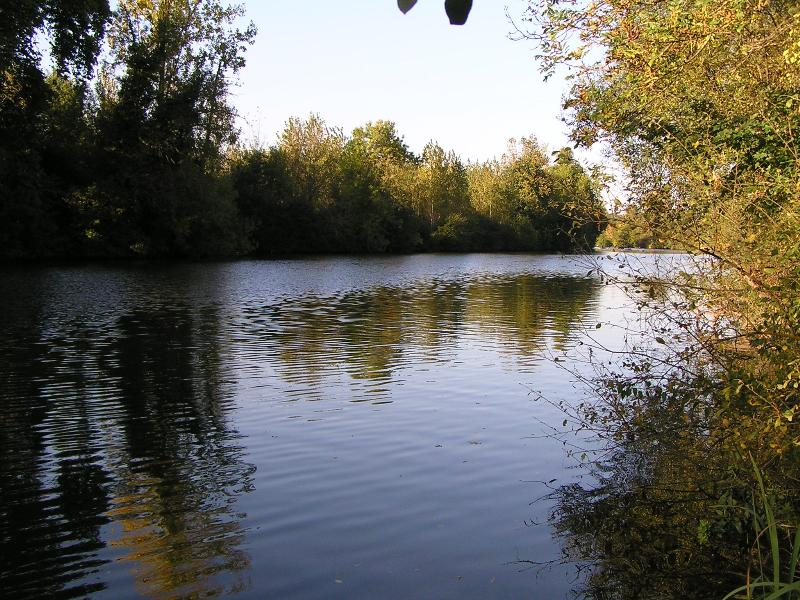
Paisaje de Charente entre Jarnac y Cognac.

Jacques Delamain se asocia con su cuñado Jacques Boutelleau (alias Jacques Chardonne) y su hermano Maurice Delamain (1883-1972), que habían comprado en 1921 la editorial Stock. Delamain crea entonces la colección Livres de Nature que reúne textos sobre el mundo natural y su defensa. Traduce junto a su esposa Germaine Delamain algunos de los libros publicados en esa colección.
La Librairie Delamain se encuentra actualmente delante de la Comédie Française y del Palais Royal, en el n.º 155 de la rue Saint Honoré.
Jacques Delamain publica libros de ornitología que conocen un gran éxito como Pourquoi les oiseaux chantent ("Porque los pájaros cantan") (primera edición en 1928, última reedición en 2011), que es galardonado por la Académie Française y la Académie des Sciences, Les Jours et les nuits des oiseaux (primera edición en 1932), Portraits d'oiseaux (dos volúmenes, 1938 y 1952), Les Oiseaux s'installent et s'en vont  (1942), estos dos últimos títulos ilustrados por el pintor Roger Reboussin. Mientras combate en las trincheras durante la Primera Guerra Mundial, apunta en su diario (Journal) la adaptación de los pájaros a la guerra, al ruido y a las destrucciones
Su propiedad en Saint-Brice es un refugio para las aves bajo la responsabilidad de la Ligue pour la protection des oiseaux (LPO) y fue visitada por numerosas personalidades tanto del mundo científico, como Jean Rostand (1894-1977), como del artístico, con Olivier Messiaen (1908-1992) y Charles Langbridge Morgan (1894-1958).

## Obra literaria[3]

### Libros
- Pourquoi les oiseaux chantent, París : libr. Stock, Delamain et Boutelleau, Collection : Les livres de nature, 1928
- Les Jours et les Nuits des oiseaux, París, libr. Stock, Delamain et Boutelleau, 1932
- Portraits d'oiseaux, París, Delamain et Boutelleau, 1940
- Les Oiseaux s'installent et s'en vont, París : Delamain et Boutelleau, 1942, 1942 (23F, sous l'Occupation)
- Journal de guerre d’un ornithologue, intégré à Pourquoi les oiseaux chantent
- 1929 Calendrier ornithologique : les migrations de retour en mars 1929. Alauda, 1 : 100-101.
- 1929 Mœurs sexuelles de l'Accenteur mouchet. Alauda, 1 : 266-269.
- 1931 Calendrier ornithologique. Alauda, 3 : 311-313.

### Artículos
- "Reproduction des Becs-croisés en Charente au printemps 1911", Revue française d'ornithologie, mai-juin 1912

### Traducciones con Germaine Delamain
Traducciones con Germaine Delamain:
- Stewart Edward White (1873-1946), Terres de silence,  París : Stock, Delamain et Boutelleau, 1922
- Rudyard Kipling (1865-1936), Les Enfants du zodiaque, París : Stock (Delamain Boutelleau et Cie), 1923
- Stewart Edward White (1873-1946), Une poursuite dans les terres de silence,  París : Stock, Delamain et Boutelleau, 1927
- Charles George Douglas Roberts (1860-1943), Voisins mystérieux, París : Stock, Delamain et Boutelleau, 1929
- Charles Morgan (1894-1958), Portrait dans un miroir, París : Stock, Delamain et Boutelleau, 1932